# Claudia Nolte

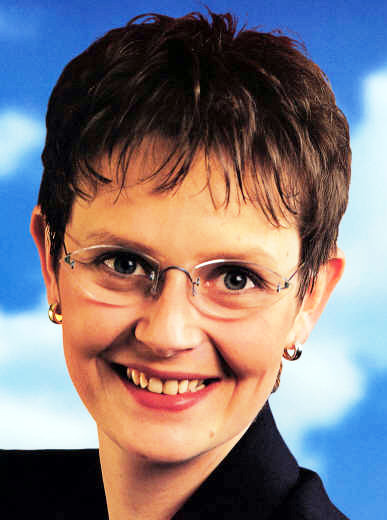
Claudia Nolte, ca. 1998

Claudia Crawford, geborene Wiesemüller, geschiedene Nolte (* 7. Februar 1966 in Rostock) ist eine deutsche Politikerin (CDU). Sie war von 1994 bis 1998 Bundesministerin für Familie, Senioren, Frauen und Jugend.

## Leben und Beruf
Nach dem Besuch der Polytechnischen Oberschule in Rostock machte Wiesemüller ab 1982 eine Lehre zur Elektronikfacharbeiterin. 1985 bestand sie das Abitur und absolvierte dann ein Ingenieurstudium für Technische Kybernetik und Automatisierungstechnik an der Technischen Hochschule Ilmenau, das sie 1990 als Diplom-Ingenieurin beendete. Danach war sie als wissenschaftliche Mitarbeiterin an der TH Ilmenau tätig.
Von 2005 bis 2010 leitete sie das Auslandsbüro der Konrad-Adenauer-Stiftung (KAS) in Belgrad. Von 2010 bis 2013 war Crawford Leiterin des KAS-Auslandsbüros Großbritannien in London. Von 2013 bis 2019 leitete sie das KAS-Auslandsbüro Russland in Moskau. Anschließend leitete sie von 2019 bis 2023 das KAS-Auslandsbüro Österreich sowie Multilateraler Dialog KAS Österreich in Wien. Seitdem ist Crawford als Selbstständige tätig im Bereich Politikberatung.
Seit März 2009 ist sie ehrenamtlich Beiratsvorsitzende des Deutschen Feuerwehrverbandes.
Crawford ist katholisch und war während ihrer Zeit an der Hochschule auch in der katholischen Studentengemeinde Ilmenau aktiv. Sie ist seit Juli 2008 in zweiter Ehe mit dem Journalisten David Crawford von Correctiv verheiratet und hat einen Sohn.

## Partei
Im Oktober 1989 arbeitete sie zunächst beim Neuen Forum in der DDR mit und trat dann im Februar 1990 in die CDU (DDR) ein. Von 1992 bis 1994 war sie Mitglied im CDU-Landesvorstand von Thüringen und von 1996 bis 2000 im Präsidium der CDU Deutschlands.
Zu den Kommunalwahlen in Brandenburg 2024 kandidierte sie für die CDU in Schöneiche bei Berlin.

## Abgeordnete
Von März bis Oktober 1990 gehörte sie der ersten frei gewählten Volkskammer der DDR an und zählte zu den 144 von der Volkskammer gewählten Abgeordneten, die am 3. Oktober 1990 Mitglied des Deutschen Bundestages wurden. Im Bundestag war sie von 1991 bis 1994 frauen- und jugendpolitische Sprecherin der CDU/CSU-Bundestagsfraktion.
Im Wahlkampf zur Bundestagswahl 1998 kündigte sie versehentlich eine Erhöhung der Mehrwertsteuer an – und bezeichnete das danach als einen Fehler.
Von Januar 1999 bis Oktober 2002 war sie Beauftragte der CDU/CSU-Fraktion für die Belange von Behinderten und von 2002 bis 2005 stellvertretende Vorsitzende des Unterausschusses Vereinte Nationen und Länderbeauftragte des Deutschen Bundestages für die Republik Moldau.
2002 zog sie über die Landesliste Thüringen in den Deutschen Bundestag ein, bei der vorgezogenen Bundestagswahl 2005 konnte sie das Direktmandat des Wahlkreises Gotha – Ilm-Kreis nicht gewinnen und verpasste den Wiedereinzug über die Landesliste als Vierte knapp. Im Mai 2008 verzichtete sie auf die Möglichkeit, für Bernward Müller in den Bundestag nachzurücken.

## Öffentliche Ämter
Nach der Bundestagswahl 1994 wurde sie am 18. November 1994 als Bundesministerin für Familie, Senioren, Frauen und Jugend in die von Bundeskanzler Helmut Kohl geführte Bundesregierung berufen (Kabinett Kohl V). Sie war bei ihrer Ernennung 28 Jahre alt und damit das bisher jüngste Mitglied einer deutschen Bundesregierung. Am 30. November 1994 leitete sie zudem erstmals den EU-Ministerrat und war damit die bisher jüngste EU-Ratspräsidentin. Nach der Bundestagswahl 1998 schied sie am 26. Oktober 1998 aus der Regierung aus, führte das Amt jedoch bis zum Antritt der Regierung Schröder am 27. Oktober 1998 kommissarisch weiter.

## Trivia
Das parodistische Lied Liebe mit Claudia des Erfurter Sängers Vicki Vomit ließ sie 1997 per einstweiliger Verfügung verbieten. Daraufhin erschien das Lied in einer zensierten Version – die entsprechenden Wörter wurden durch Bleeping oder mit anderen Geräuschen entfremdet.
Der Umstand, dass sie zu ihrer Vereidigung als Bundesministerin eine Rüschenbluse trug, war wiederholt Gegenstand öffentlicher Diskussionen.